# Mirai e Susume!
"Mirai e Susume!" (未来へススメ！, lit. "Avance Para o Futuro!") é o segundo single independente lançado pelo grupo idol Japonês Momoiro Clover, no Japão, em 11 de novembro de 2009.

## Lançamento
O single foi lançado em três edições: regular, somente no formato CD, limitada A, no formato CD+DVD, e limitada B, contendo um photobook especial, além do CD.

## Faixas
| CD single - Edição regular |                                                                       |            |                  |                  |         |  |
| N.º                        | Título                                                                | Letras     | Música           | Arranjo          | Duração |  |
| 1.                         | "Mirai e Susume!" (未来へススメ！)                                    | Yozuca*    | Katsuhiko Kurosu | Katsuhiko Kurosu | 4:09    |  |
| 2.                         | "Kibun wa Super Girl!" (気分はSuper Girl！)                           | Azuki Nana | Akihito Tokunaga | Akihito Tokunaga | 4:49    |  |
| 3.                         | "Mirai e Susume! (tofubeats Remix)" (未来へススメ！(tofubeats Remix)) |            |                  |                  | 5:36    |  |

| CD single - Edições limitadas A e B |                                                   |            |                  |                  |         |  |
| N.º                                 | Título                                            | Letras     | Música           | Arranjo          | Duração |  |
| 1.                                  | "Mirai e Susume!" (未来へススメ！)                | Yozuca*    | Katsuhiko Kurosu | Katsuhiko Kurosu | 4:09    |  |
| 2.                                  | "Kibun wa Super Girl!" (気分はSuper Girl！)       | Azuki Nana | Akihito Tokunaga | Akihito Tokunaga | 4:49    |  |
| 3.                                  | "Mirai e Susume! (Inst.)" (未来へススメ！(Inst.)) |            |                  |                  | 4:09    |  |

| DVD - Edição limitada A |                                                 |         |  |
| N.º                     | Título                                          | Duração |  |
| 1.                      | "Mirai e Susume! (Music Video)" (Vídeo musical) | 4:25    |  |

## Desempenho nas paradas musicais
| Parada (2009)                                              | Melhor posição |
| ---------------------------------------------------------- | -------------- |
| Japão (Oricon Daily Singles Chart)                         | 6              |
| Japão (Oricon Weekly Singles Chart)                        | 11             |
| Japão (Billboard Japan Hot Singles Sales)                  | 24             |
| Japão (Billboard Japan Top Independent Singles and Albums) | 4              |